# Уша (Березинський район)
Уша (біл. вёска Уша) — село в складі Березинського району Мінської області, Білорусь. Село є адміністративним центром Ушанської сільської ради, розташоване в східній частині області.